# Doddaganjur, Chintamani
Doddaganjur là một làng thuộc tehsil Chintamani, huyện Kolar, bang Karnataka, Ấn Độ.